# Pikulas

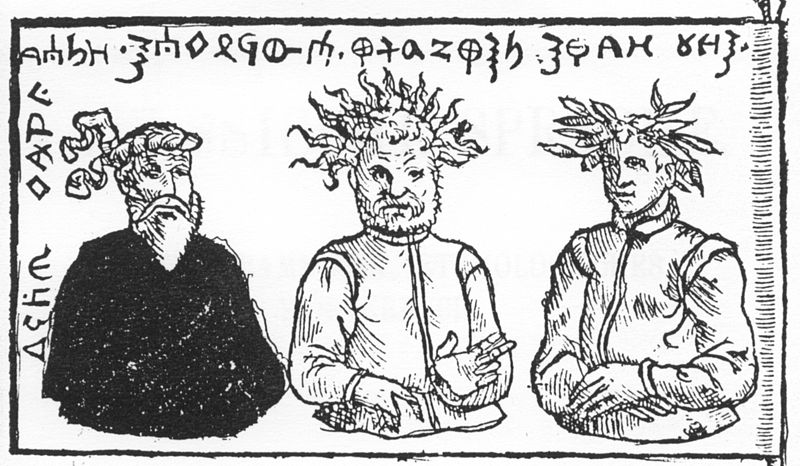
La trinité de Perkūnas, Potrimpo, et Pikulas a été introduite et popularisée par Simon Grunau.

Pikulas et Patollo (connus sous une multitude de noms différents) sont des dieux de la mythologie païenne prusse qui étaient adorés par les Prussiens. La plupart des chercheurs pensent que, malgré les divers noms, Pikulas et Patollo sont le même dieu, chargé de la mort et du  séjour des morts. Il est généralement décrit comme un esprit colérique et méchant, semblable à la déesse lituanienne Velnias.

## Descriptions
Patollu a d'abord été mentionné, en 1418, par l'Évêque de Warmie (en), dans une lettre au Pape. Le Chroniqueur Simon Grunau (1529) fourni plus de détails mais douteux sur Patollo. Selon Grunau, Patollo était l'un des trois dieux représentés sur le drapeau et les armoiries du Roi Widewuto et adorés dans le temple de Romuva (en). Il était représenté par un vieil homme avec une barbe blanche et une coiffe blanche semblable à un turban. C'était un effrayant et impitoyable dieu de la mort qui hantait et raillait les vivants s'ils désobéissaient à leurs prêtres païens ou enterraient les morts sans les sacrifices appropriés aux dieux. De nombreux autres écrivains médiévaux, y compris Alessandro Guagnini et Lucas David, suivent Grunau dans leurs descriptions de Patollo.
Le livre sudovien (en) (1520) mentionne deux êtres – Peckols, le dieu de l'enfer et de l'obscurité, et Pockols, le démon ou esprit des airs. Le deux sont également trouvés dans les décrets de l'église de 1530 (Constitutiones Synodales). Là, Pecols est identifié avec le dieu Romain des enfers, Pluton, et Pocols avec les divinités grecques de la colère, les Érynies. Jan Sandecki Malecki suit le livre sudovien pour ses écrits concernant Pocclum et Poccollum. Jonas Bretkūnas (en), Caspar Hennenberger (en) et d'autres auteurs ont tenté de concilier les descriptions de Grunau et du livre sudovien. Au XVIIe siècle, Christoph Hartknoch (en) et Matthäus Prätorius (en) témoignent que des personnes croient encore en Picolli et Pykullis.